# M.E.T.R.O. – Ein Team auf Leben und Tod
M.E.T.R.O. – Ein Team auf Leben und Tod ist eine deutsche Krimiserie. Sie wurde vom 18. Januar 2006 bis zum 12. April 2006 immer mittwochs um 19:25 Uhr im ZDF ausgestrahlt. Der Pilotfilm zur Serie, der am 18. Januar 2006 gesendet wurde, hatte die doppelte Serienlänge von 90 Minuten. Die letzten beiden Folgen wurden am 12. April 2006 nacheinander ausgestrahlt.

## Hintergrund
Die Polyphon Film- und Fernsehgesellschaft mbH produzierte die Serie unter dem Arbeitstitel Tropencops für das Zweite Deutsche Fernsehen (ZDF).
Aufgrund der Tatsache, dass die Serie im Internetportal des ZDF nicht mehr gelistet ist, ist anzunehmen, dass die Serie nicht fortgesetzt wird. So schaffte es die Serie auf 11 Folgen (10 + Pilotfilm). Zwischen 3,5 und 4,1 Mio. Zuschauer schalteten mittwochs um 19:25 Uhr ein.
Autoren waren: Hans Werner, Christos Yiannopoulos

### Drehorte
Die Serie wurde unter anderem in Hamburg, Norwegen und Thailand gedreht.

## Handlung
M.E.T.R.O. steht für Mobile Einsatzgruppe Tropenmedizin, de gegründet wurde, als in Hamburg ein gefährliches Fieber auszubrechen drohte. Dies war Handlung des Pilotfilmes. Nun bekam die neu gebildete Einsatzgruppe Fälle in der ganzen Welt, in denen sie Krankheitsherde eindämmen musste.

## Besetzung

### Darsteller
Geordnet nach Alphabet.
| Schauspieler        | Rollenname           |
| ------------------- | -------------------- |
| Luise Bähr          | Anna Tönessen        |
| Hanna Bredow        | Rike Witt            |
| Oliver Clemens      | Florian Zander       |
| Stefanie Japp       | Dr. Tatjana Stahl    |
| Lisa Karlström      | Iliane Süderström    |
| Ursula Karven       | Dr. Katharina Hansen |
| Peter Kurth         | Kommissar Maklund    |
| Volker Lechtenbrink | Prof. Lorenz Baumann |
| Luca Maric          | Johan Thorben        |
| Marcus Mittermeier  | Jan Kremer           |
| Paco-Luca Nitsche   | Lars                 |
| Pjotr Olev          | Dr. Olsen            |
| Christina Rainer    | Marie Schlüter       |
| Michael Roll        | Markus Witt          |
| Stefan Roschy       | Thomas Kühn          |
| Jurij Schrader      | Lasse Bergström      |
| Roswitha Schreiner  | Renate Dickmann      |
| Huub Stapel         | Magnus van Royen     |
| Helmut Zierl        | Gero Kessler         |

### Episodenliste
| Episode | Episodenname         | Erstausstrahlung          |
| ------- | -------------------- | ------------------------- |
| Pilot   | Krimi-Kongo          | 18. Januar 2006 19:25 Uhr |
| 1.      | SARS                 | 25. Januar 2006 19:25 Uhr |
| 2.      | Lassa                | 1. Februar 2006 19:25 Uhr |
| 3.      | Pocken               | 8. Februar 2006 19:25 Uhr |
| 4.      | Raubgräber-Virus     | 1. März 2006 19:25 Uhr    |
| 5.      | Q-Fieber             | 8. März 2006 19:25 Uhr    |
| 6.      | Tödliche Medikamente | 22. März 2006 19:25 Uhr   |
| 7.      | Unbekanntes Gift     | 29. März 2006 19:25 Uhr   |
| 8.      | Biopiraterie         | 5. April 2006 19:25 Uhr   |
| 9.      | Begegnung mit Folgen | 12. April 2006 19:25 Uhr  |
| 10.     | Schwarze Organe      | 12. April 2006 20:15 Uhr  |